# Жданович Кіндрат Микитович
Кіндра́т Мики́тович Ждано́вич (8 березня 1847, Медведівка, Чернігівська губернія, Російська імперія — 27 серпня 1917, Полтава, Полтавська губернія, Російська республіка) — російський та український військовик, генерал-лейтенант Російської імператорської армії, учасник Першої світової війни.

## Життєпис
Народився у селі Медведівка Чернігівської губернії 8 березня 1847 року. Походив з дворянської родини.
Навчався в 2-му Костянтинівському військовому училищі, 1870 року закінчив Михайлівське артилерійське училище.
У 1877—1885 роках служив старшим ад'ютантом штабу 6-го армійського корпусу, у 1885—1887 роках — на тій же посаді в артилерійському управлінні Варшавського військового округу. У 1887—1901 роках командував 35-м, 2-м Гренадерським та 3-м Фінляндським легким артилерійськими парками.
Згодом служив у Надволжі Белебеївським (1901—1903), Самарським (1903—1906) та Саратовським (1906—1907) повітовим військовим начальником. У 1907—1909 роках був начальником Казанської місцевої бригади. Під час російсько-японської війни та певний час після неї, у середині 1904 — наприкінці 1906 років, очолював Челябінську внутрішню евакуаційну комісію.
З 1895 року мав звання полковника, з 1906 — генерал-майора, з 1913 — генерал-лейтенанта.
З 1909 року очолював Полтавську місцеву бригаду. 31 грудня 1913 року відправлений у відставку.
З початком Першої світової війни у 1914 році повернутий на службу. Командував 4-ю запасною піхотною дивізією. З 1916 року був у резерві чинів Київського військового округу.
З початком Української революції за призначенням Центральної Ради командував Полтавською місцевою бригадою. 24 липня 1917 року звільнений зі служби у зв'язку із хворобою.
Оселя Кіндрата Ждановича та його дружини Ольги Миколаївни знаходилася у Полтаві в садибі на вулиці Панянка, де вони звели двоповерховий кам'яний будинок. 27 серпня 1917 року до садиби увірвалися більшовицькі солдати. Вони застрелили Кіндрата Ждановича та його дружину, після чого пограбували їхній будинок.

## Родина
Дружину Кіндрата Ждановича звали Ольга Миколаївна. У їхньому шлюбі народилася донька Надія, що працювала вчителькою російської мови в гімназії Наталії Старицької.

## Нагороди
- Орден Святого Станіслава III ступеня (1873), II ступеня (1883), I ступеня (1909)
- Орден Святої Анни III ступеня (1878), II ступеня (1886)
- Орден Святого Володимира IV ступеня (1892), III ступеня (1902)